# Europe (musikalbum)
Europe är ett musikalbum utgivet av Europe 1983. Detta var deras debutalbum. "Seven Doors Hotel" blev den största hiten på albumet.
Det finns en ommixad version gjord 1989 (troligen nyutgåva när Epic Records tog över efter Hot Records) varvid alla senare CD- och nedladdningsversioner följt denna version. Bland annat syntarna framträder något tydligare i ljudbilden och equalizer och trummor är skarpare. I sin helhet är den ommixade versionen mindre "ruffig" än originalpressen, som ingen i bandet tyckte om. Flera saker är pålagda på nytt eller borttagna samt mer effekter, som extra sångspår och dessutom är Seven Doors Hotel något kortare ("vindbruset" i slutet tonar bort tidigare, eller är helt borttaget). Boyazont är istället något längre och utan fade-out som originalpressen hade. (Tidsangivelserna är dock oförändrade, åtminstone på vissa versioner av skivan.)

## Omslag
Omslaget på första utgåvan visar de fyra medlemmarna stå inför en blå bakgrund samt en röd version av Europes klassiska logotyp i toppen, designad av Tony Renos bror Teijo.
När skivan släpptes senare samma år i Japan 1983 byttes omslaget mot en mörk natthimmel, med Karlskirche-kyrkan i Wien i bakgrunden, samt två änglastatyer i marmor från Ponte Sant' Angelo i Rom i förgrunden.
Omslaget har senare använts till alla senare utgåvor och i allmänhet ser det omslaget snyggare och mer genomarbetat ut än det första.

## Listplaceringar
| Lista (1983) | Topplacering |
| ------------ | ------------ |
| Sverige      | 8            |
| Japan        | 10           |

## Låtförteckning
Låtarna är skrivna av Joey Tempest om inget annat anges.
1. "In the Future to Come" – 5:01
2. "Farewell" – 4:16
3. "Seven Doors Hotel" – 5:17
4. "The King Will Return" – 5:34
5. "Boyazont" (Eddie Meduza/John Norum) – 2:32
6. "Children of This Time" – 4:55
7. "Words of Wisdom" – 4:05
8. "Paradize Bay" – 3:53
9. "Memories" – 4:33

## Singlar
- "Seven Doors Hotel"

## Musiker
- Joey Tempest – sång, akustisk gitarr, keyboards
- John Norum – gitarr
- John Levén – bas
- Tony Reno – trummor

### Listplaceringar
| Lista (1983) | Topplacering |
| ------------ | ------------ |
| Sverige      | 8            |